# ヤコブ・ファン・ストレイ
ヤコブ・ファン・ストレイ（オランダ語: Jacob van Strij, 1756年10月2日 - 1815年2月4日）は、オランダの画家である。風景画や海洋画を描いた。

## 略歴
ドルトレヒトで生まれた。父親のレーンデルト・ファン・ストレイ(Leendert van Strij: 1728-1798)は画家で、兄のアブラハム・ファン・ストレイ(Abraham van Strij: 1753–1826) も画家になった。父親から絵を学んだ後、アントウェルペンに移り、アントウェルペンの美術学校で、校長のアンドリース・コルネリス・レンス(Andries Cornelis Lens: 1739-1822)に学んだ。卒業後、父親の工房に戻り働いた。
兄のアブラハム・ファン・ストレイらが主導して1774年に設立された「ドルトレヒト芸術協会ピクトラ(Teekengenootschap Pictura Dordrecht)」に参加した。博識であることで知られ、ピクトラで神話を描いた絵画について講義することもあった。
兄と共に父親の工房を運営し、工房で働いた弟子には、Pieter Rudolph Kleijn、Johannes van Lexmond、Jacob de Meijer、Johannes Rutten、Johannes Schoenmakers、Johannes Christiaan Schotel、Gillis Smak Gregoorといった画家がいる。
1815年にドルトレヒトで58歳で亡くなった。息子のヘンドリク・ファン・ストレイ(Hendrik van Strij: C.1790-1818)も画家になった。
アルベルト・カイプといった17世紀オランダ絵画の黄金時代の画家たちの作品からインスピレーションを得て、風景画や海洋画を描いた。

## 作品

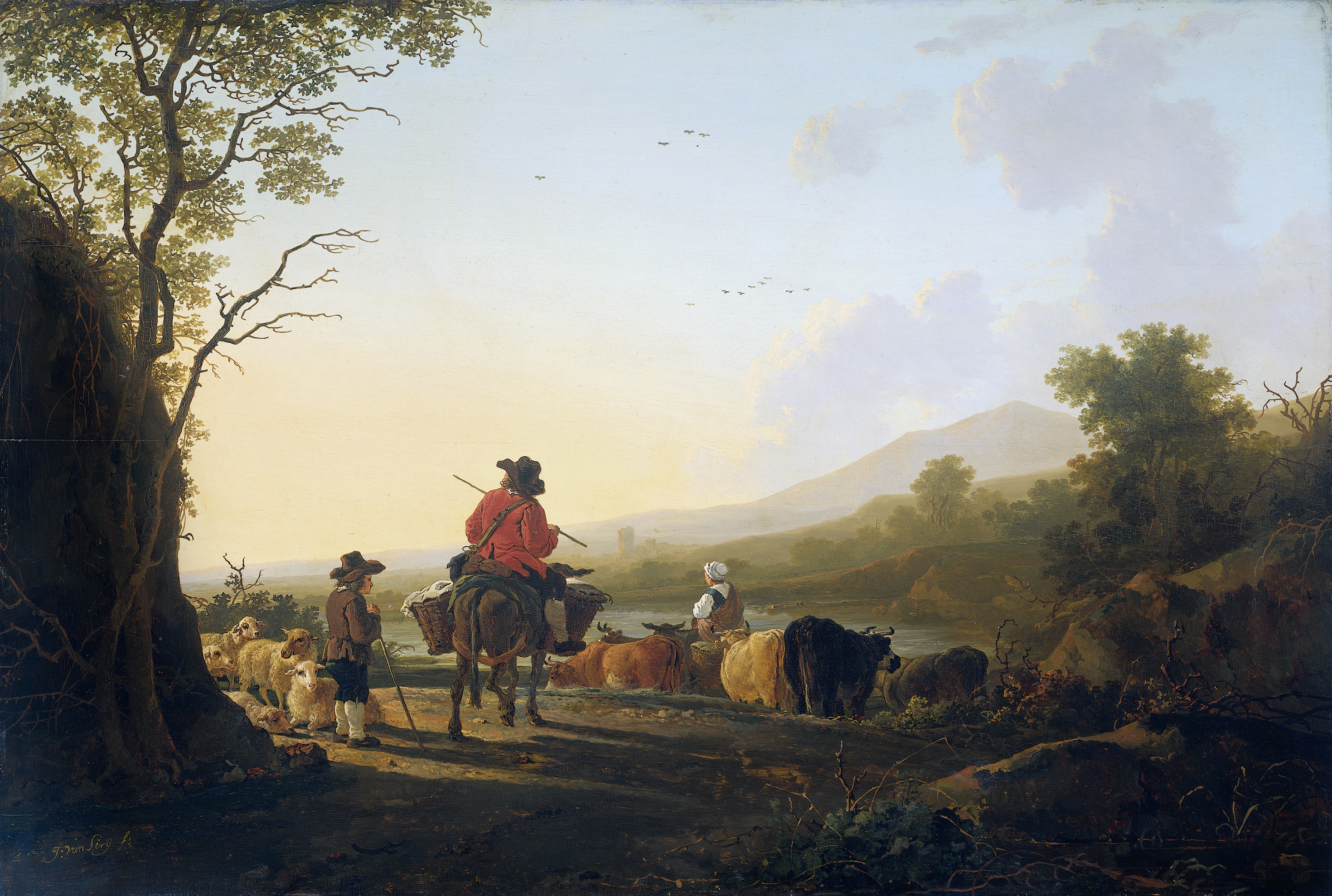
羊飼いと牛追いのいる風景 アムステルダム国立美術館
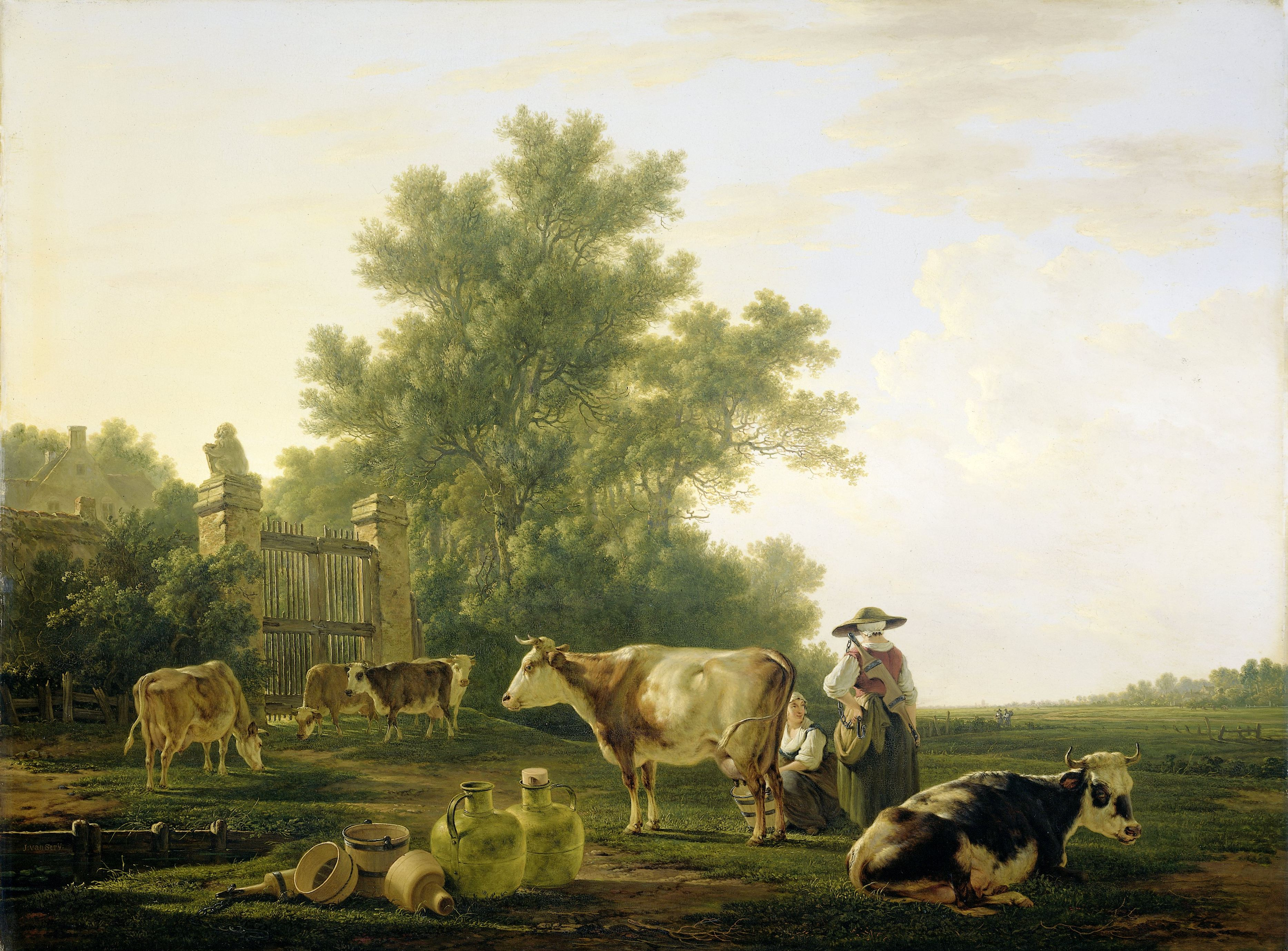
搾乳の時間　(1800/1815) アムステルダム国立美術館
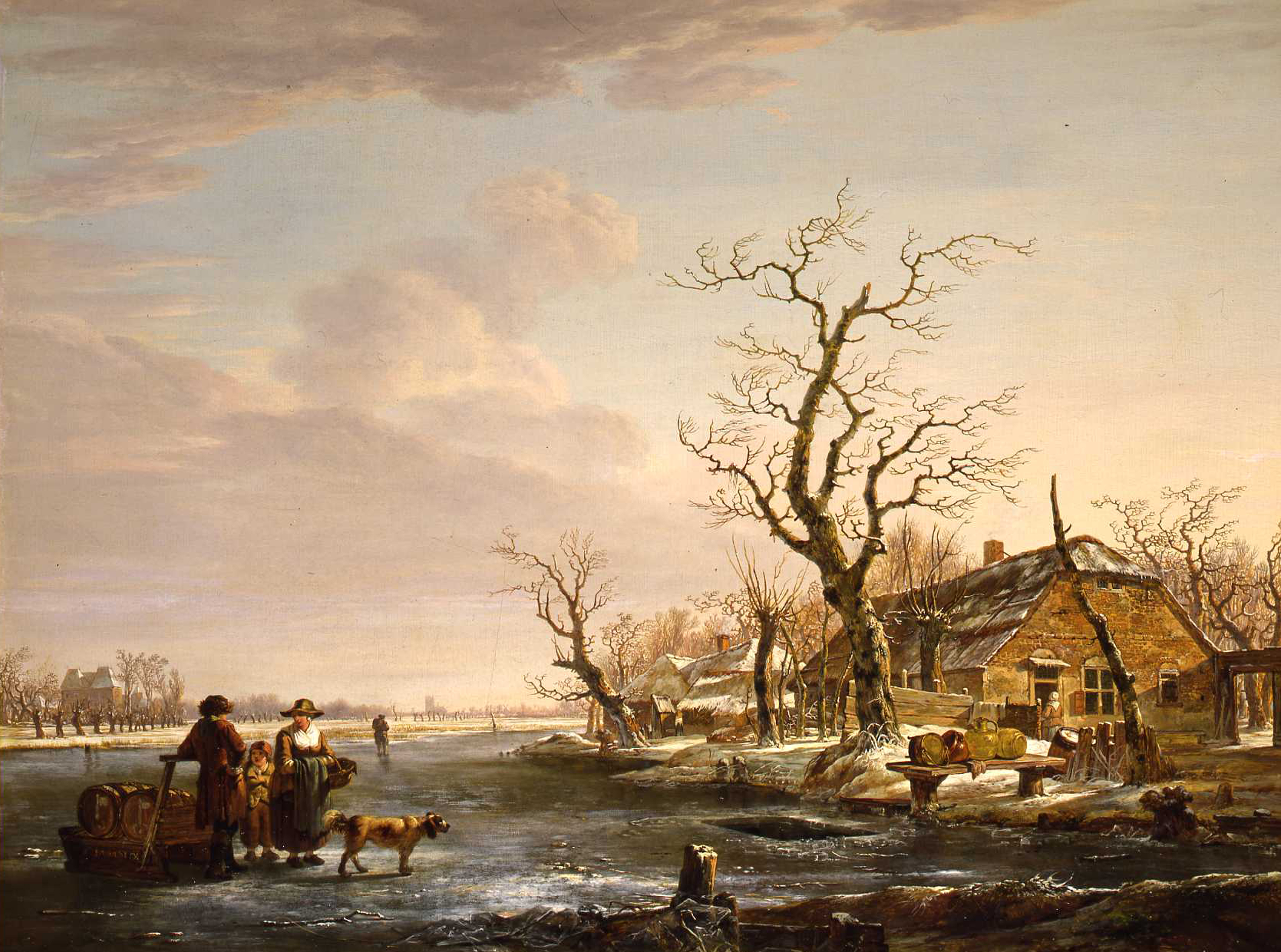
デヴェールの冬景色 ドルトレヒト美術館
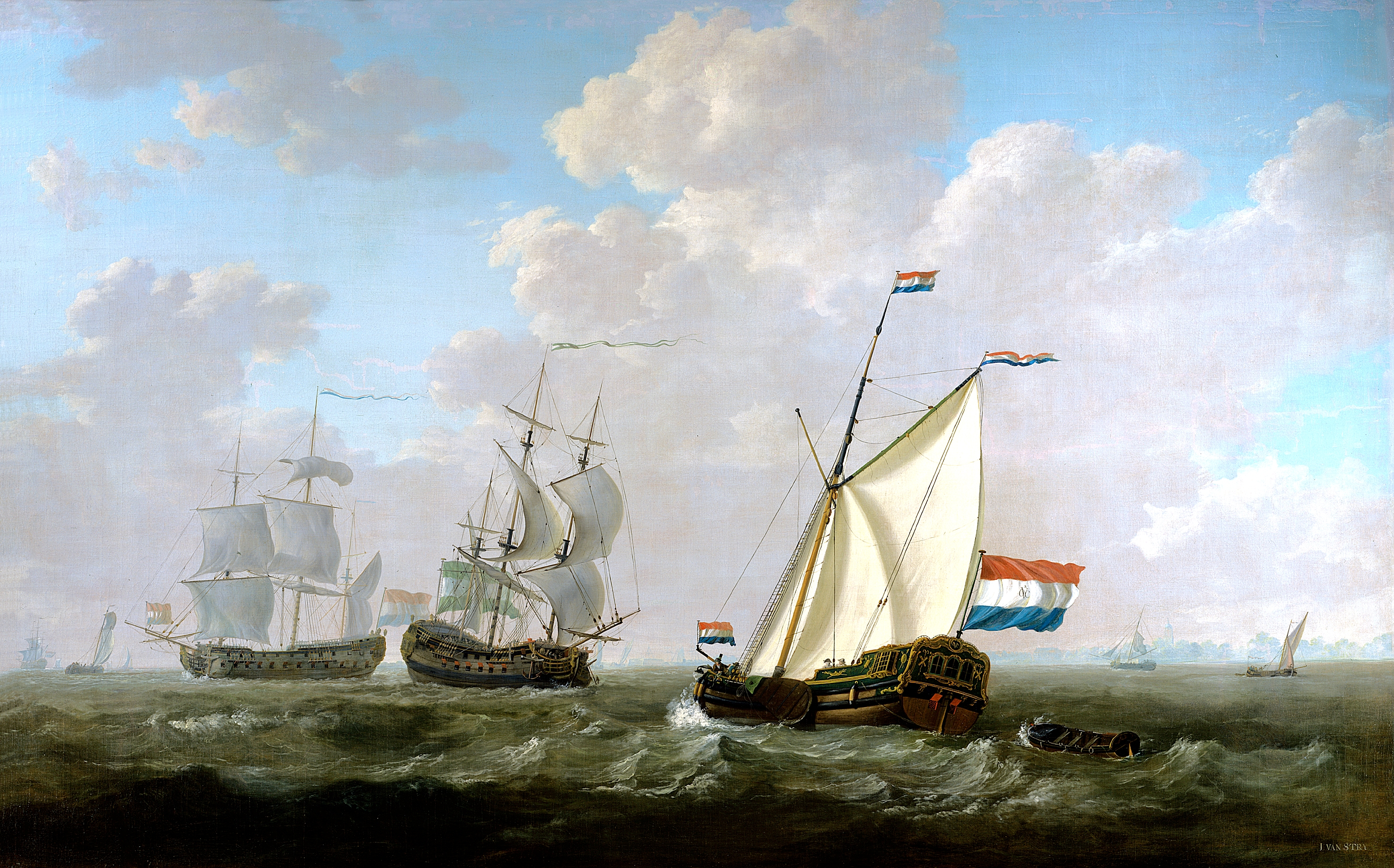
海洋画 (1790) ロッテルダム海事博物館

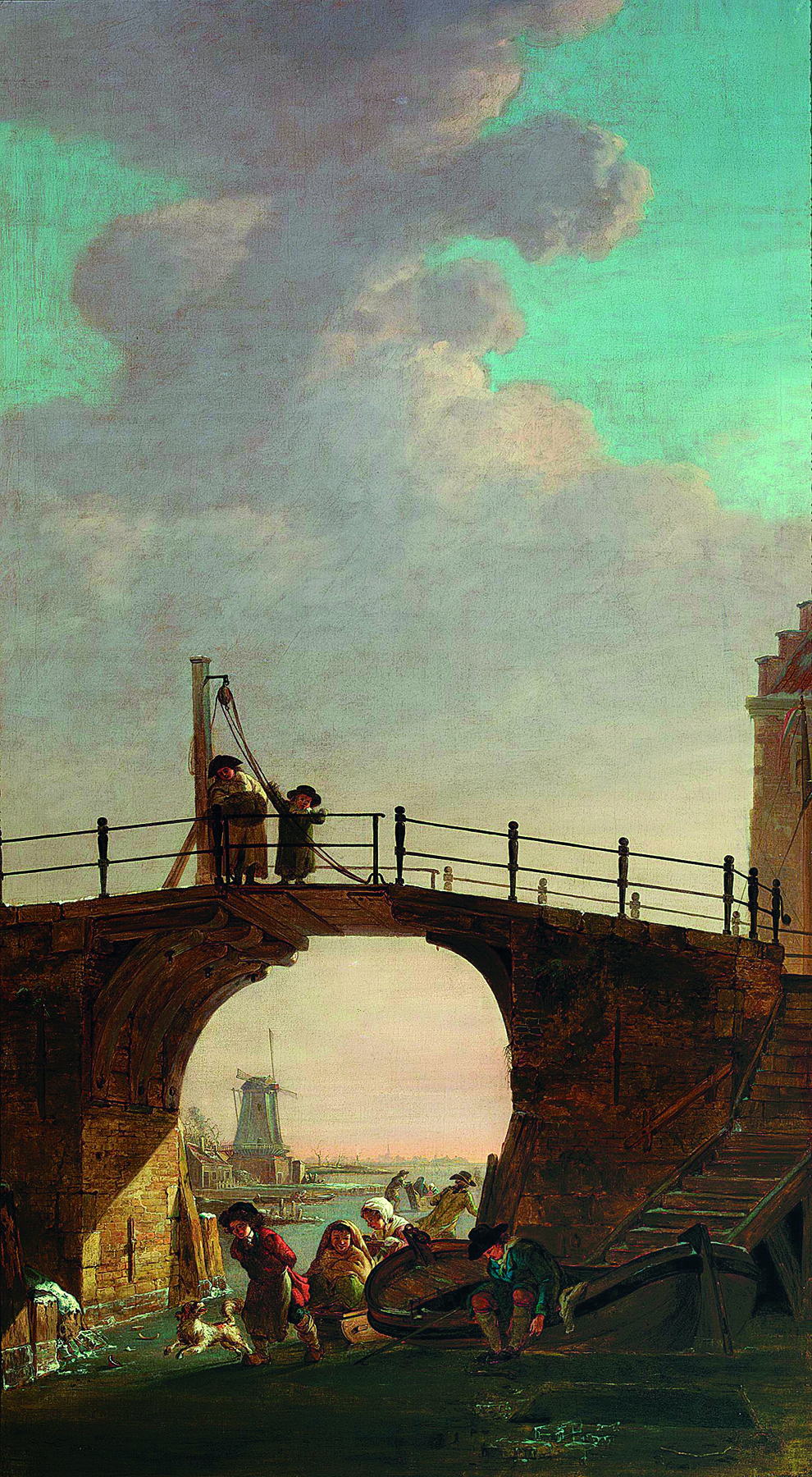
橋の下の氷の上に子供たちがいる冬の風景 ドルトレヒト美術館
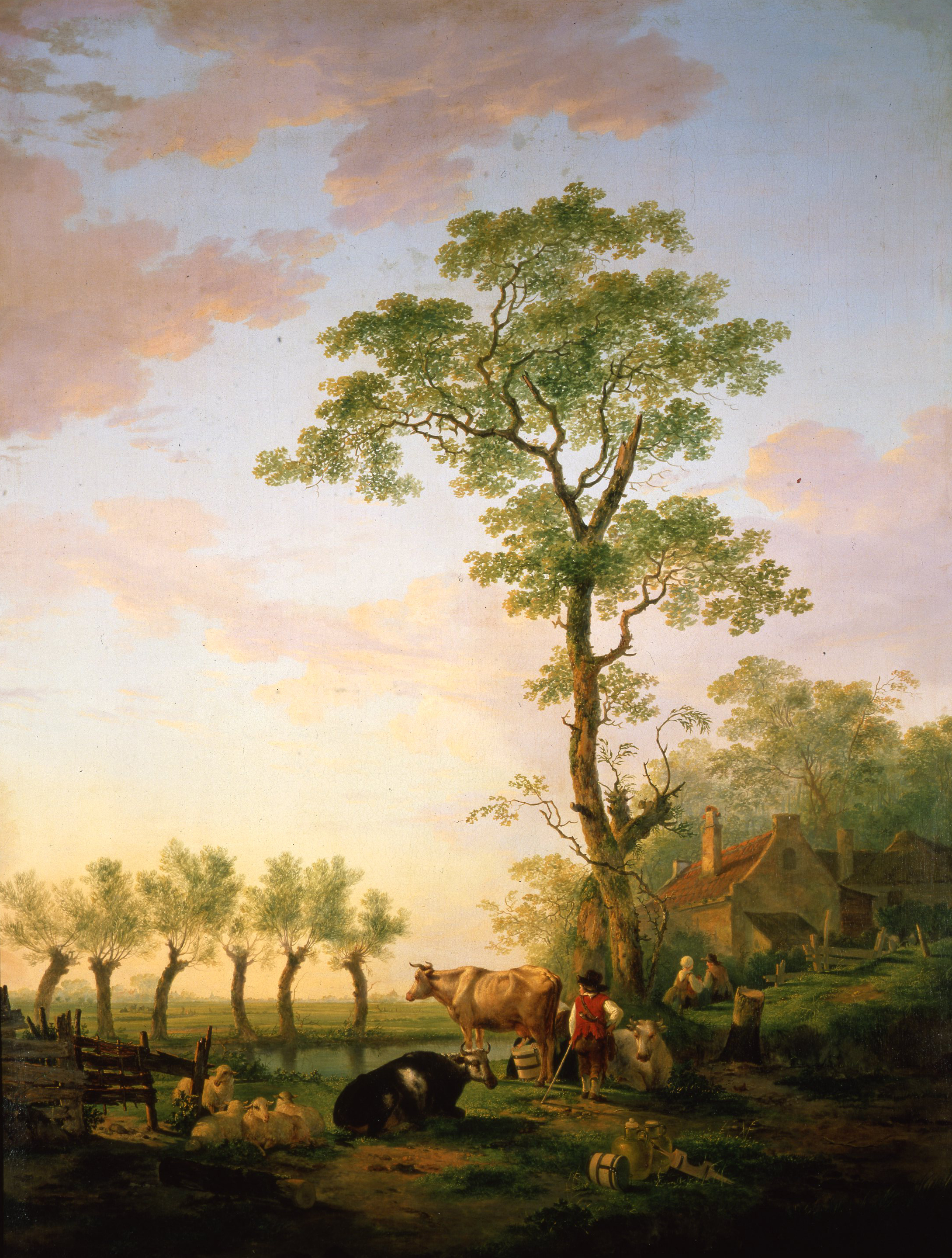
牛のいる農場の風景 ドルトレヒト美術館
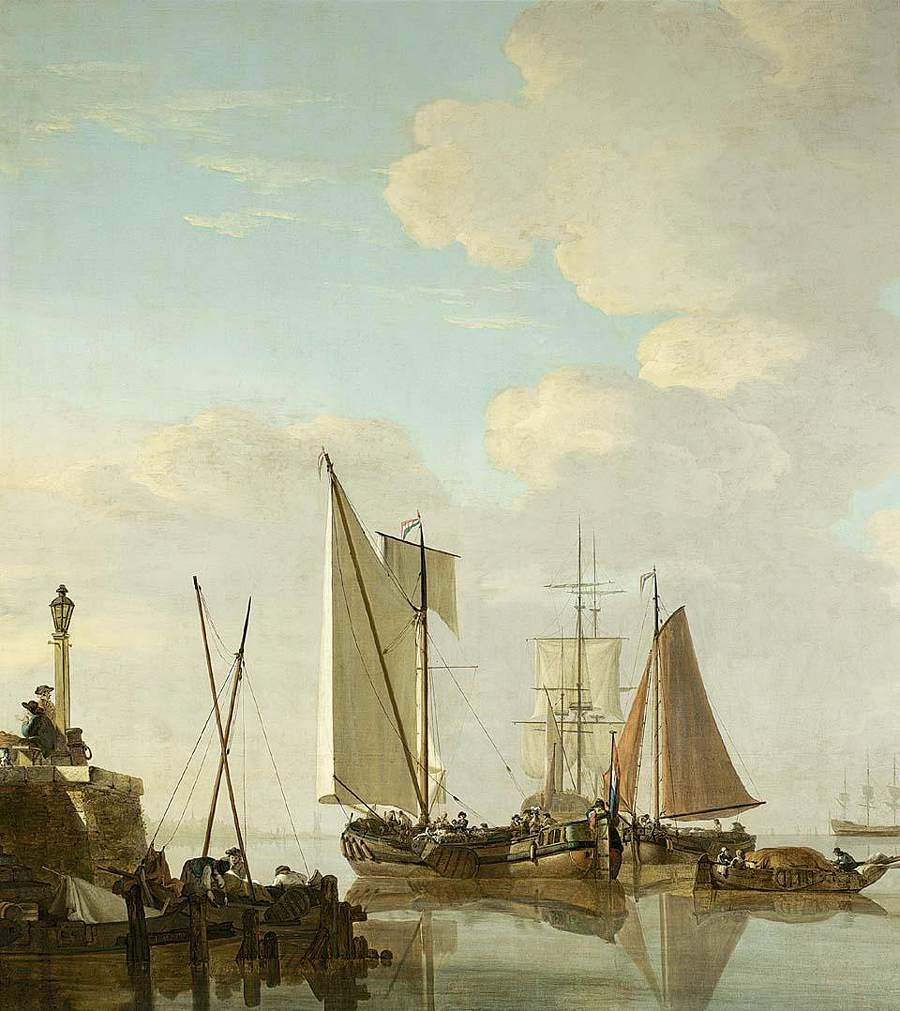
停泊中の帆船と荷下ろし船
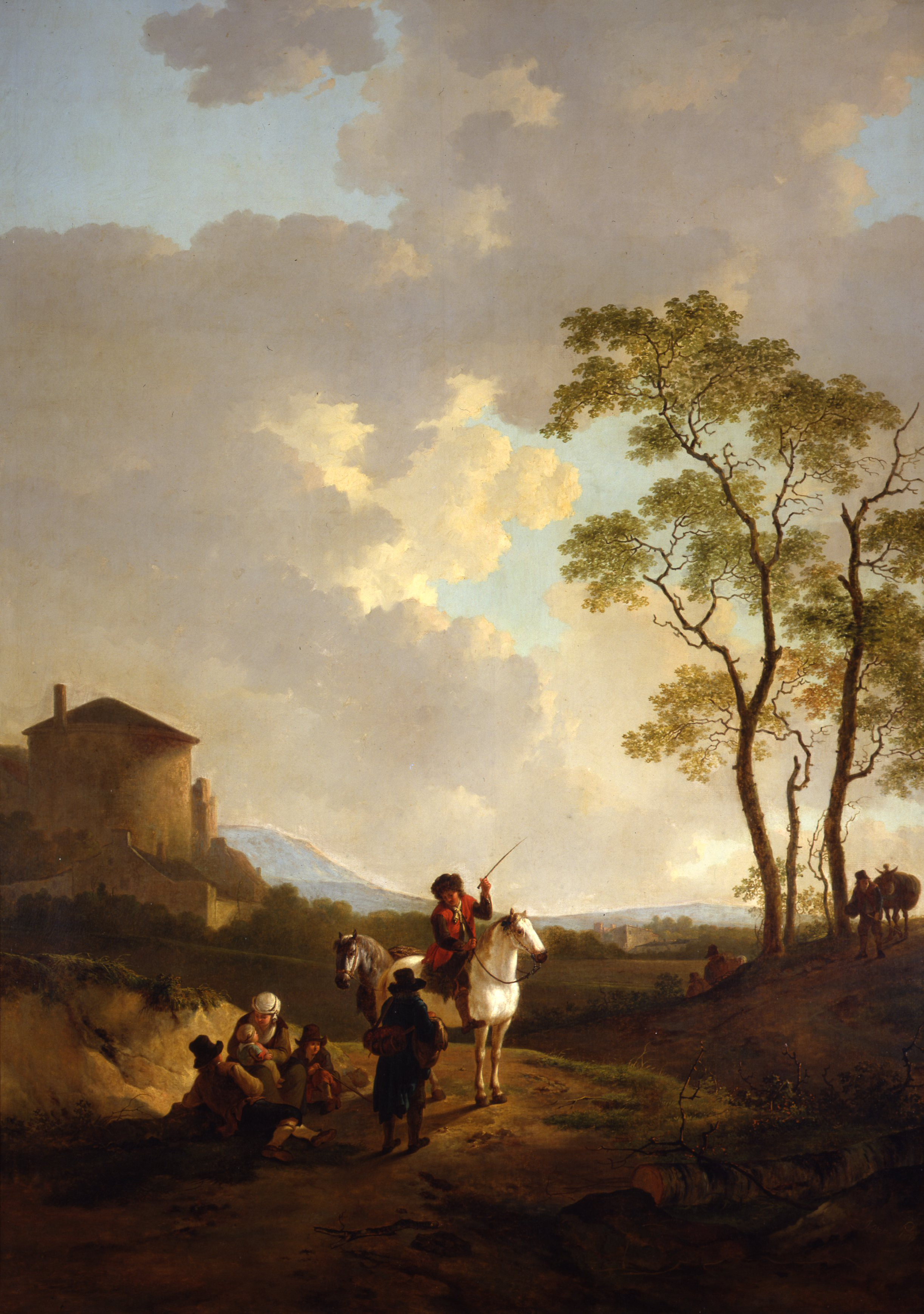
旅人のいるイタリア風風景画 ドルトレヒト美術館